# 1961
1961 (MCMLXI) byl rok, který dle gregoriánského kalendáře započal nedělí.

## Události

### Československo
- zahájena stavba Nechranické přehrady
- do května pokračoval sesuv v Handlové, který začal v prosinci 1960.
- Praha se poprvé ve své historii stala milionovým městem. Její počet obyvatel se zvýšil oproti střednímu stavu v roce 1960 z 998 tis. na 1 006 tis. osob středního stavu za rok 1961.
- 2. ledna – poprvé promluvil z vysílání Československého rozhlasu Hajaja, rozhlasové pohádky na dobrou noc přežily do dalšího tisíciletí.
- 1. března – sčítání lidu. V Československu žilo 13 745 377 obyvatel.
- 24. března – ukončen provoz úzkorozchodných tramvají mezi Mostem a Litvínovem.
- 28. března – nedaleko města Gräfenberg v SRN se zřítilo letadlo ČSA, zemřelo všech 52 osob.
- 13. dubna – V pražské věznici Pankrác byla popravena zdravotní sestra z nemocnice v Sušici Marie Fikáčková, která na přelomu 50. a 60. let na gynekologicko-porodnickém oddělení zavraždila nejméně 2 novorozeňata a dalších několik novorozenců úmyslně těžce zranila a způsobila jim trvalé následky. Motivem jejích činů byla údajně nenávist k plačícím dětem. Zadržena byla 27. února 1960 přímo na pracovišti v sušické nemocnici.
- 28. dubna – Československo navštívil Jurij Gagarin
- 7. července – došlo k důlnímu neštěstí na Dole Dukla v Havířově Prostřední Suché. Neštěstí si vyžádalo 108 lidských životů.
- 26. listopadu – byl uveden do provozu vysílač Cukrák.
- 29. listopadu – V Národním shromáždění byl přijat nový trestní zákon.
- 22. prosince – slavnostním uvedením do provozu byla po stavební stránce dokončena výstavba vodního díla Orlík na Vltavě, která trvala více než 6 let. Orlická vodní elektrárna byla uvedena do plného provozu v dubnu 1962.[1]

### Svět
- Vznik OECD (Organizace pro hospodářskou spolupráci a rozvoj).
- Kypr se stal členem Commonwealthu.
- 31. ledna – šimpanz Ham se stal v rámci projektu Mercury prvním živým tvorem, který byl Američany dopraven do vesmíru
- 15. února – Poblíž Bruselu se z neznámých příčin zřítil boeing 707 obsluhující let Sabena 548. Zahynuli všichni na palubě, včetně celého amerického krasobruslařského týmu letícího na mistrovství světa, a jedna osoba na zemi.
- 12. dubna – první člověk ve vesmíru: Nadporučík Jurij Alexejevič Gagarin byl vybrán k letu do vesmíru generálem N. P. Kamaninem. Jako první člověk na světě uskutečnil na palubě lodi Vostok 1 kosmický let.
- 16. dubna – Stirling Moss na voze Lotus se stal vítězem Preis Von Wien.
- 17. dubna-19. dubna – vylodění kubánských emigrantů v zátoce Sviní. Špatně zorganizovaná akce naplánovaná a organizovaná USA skončila porážkou výsadku.
- 24. dubna – na hladinu byla vyzvednuta švédská válečná loď Vasa, která se potopila v roce 1628.
- 5. května – Alan Bartlett Shepard mladší (1923–1998) je prvním Američanem ve vesmíru. Vesmírný let v lodi Freedom 7 trvá 15 minut, což je méně než jeden úplný oblet Země (letěl po balistické dráze).
- 25. května – Prezident USA John F. Kennedy ve svém projevu uvedl, že by Spojené státy měly v rámci programu Apollo dopravit člověka na Měsíc a bezpečně zpět na Zemi do roku 1970.
- 7. července – Ve Slovinsku vznikl Triglavský národní park.
- 7. srpna – Sovětský kosmonaut German S. Titov byl na palubě Vostoku 2 druhým sovětem ve vesmíru a prvním člověkem, který strávil v kosmu více než den. Za 25 a půl hodiny obletěl Zemi sedmnáctkrát.
- 13. srpna – zahájena stavba Berlínské zdi.
- 1. října – Indie zavedla metrický systém namísto dosavadního britského systému.
- 17. října – došlo k Pařížskému masakru ve Francii, kdy policejní složky zastřelily několik set Alžírských demonstrantů proti válce.
- 30. října – nad Novou zemí Sovětský svaz odpálil jadernou termonukleární bombu zvanou Car-bomba – šlo o nejničivější zbraň všech dob.
- 1. listopadu – z mauzolea na Rudém náměstí v Moskvě byly odstraněny ostatky J. V. Stalina.
- 9. prosince – Jim Clark zvítězil v Grand Prix Rand v jihoafrickém Kyalami, závod F1 nezapočítávaný do mistrovství světa.

## Vědy a umění
- 22. října – 4. premiérou Divadla Semafor je hudební revue Jiřího Suchého a Jiřího Šlitra Zuzana je zase sama doma
- 2. listopadu – Drama Maxe Frische Andorra, jedna z nejvýznamnějších her německy mluvících zemí od konce druhé světové války, má světovou premiéru v Zurichu
- Americký fyzik Albert Ghiorso a jeho kolegové objevili chemický prvek lawrencium.
- Americký vědec Edward Lorenz začal vyvíjet matematický obor, ze kterého se vyvine teorie chaosu.
- Byl objeven a izolován virus spalniček. Vakcína poskytující dlouhodobou imunitu proti spalničkám bude k dispozici během desetiletí.
- Český chemik Otto Wichterle vyrobil první měkké kontaktní čočky. V polovině 90. let je bude používat přes 100 milionů lidí na celém světě.
- Americký fyzik Murray Gell-Mann vypracoval systém třídění elementárních částic hadronů, který je rozděluje do rodin podle jejich měnících se vlastností. Systém nazval termínem vypůjčeným z buddhismu „osmerá cesta“.
- Sovětští vědci vytvořili dosud nepřekonaný rekord – největší jaderný výbuch při zkoušce padesátiosmimegatunové jaderné pumy.
- Britský fyzik Jeffrey Goldstone formuloval tzv. Goldstoneovu poučku, která předvídá existenci částic s nulovou hmotností a s nulovým spinem, zvaných Goldstoneovy bosony, v určitých případech souměrnosti.
- Americký ekonom John Muth zformuloval základní hypotézu racionálních očekávání, na kterou později navázal Robert Lucas, Jr.

## Nobelova cena
- Nobelova cena za fyziku – Robert Hofstadter (USA; za průkopnický výzkum rozptylu elektronů na atomových jádrech a tím dosažené objevy týkající se struktury nukleonů), Rudolf Ludwig Mössbauer (Německo; za výzkum rezonanční absorpce gama záření a s tím spojený objev po něm pojmenovaného jevu)
- Nobelova cena za chemii – Melvin Calvin (USA; za výzkum asimilace oxidu uhličitého v rostlinách)
- Nobelova cena za fyziologii a lékařství – Georg von Békésy (USA; za objevy fyzikálního mechanismu stimulace kochley)
- Nobelova cena za literaturu – Ivo Andrić (Jugoslávie)
- Nobelova cena za mír – Dag Hjalmar Agne Carl Hammarskjöld (Švédsko, generální tajemník OSN)

## Narození

### Česko

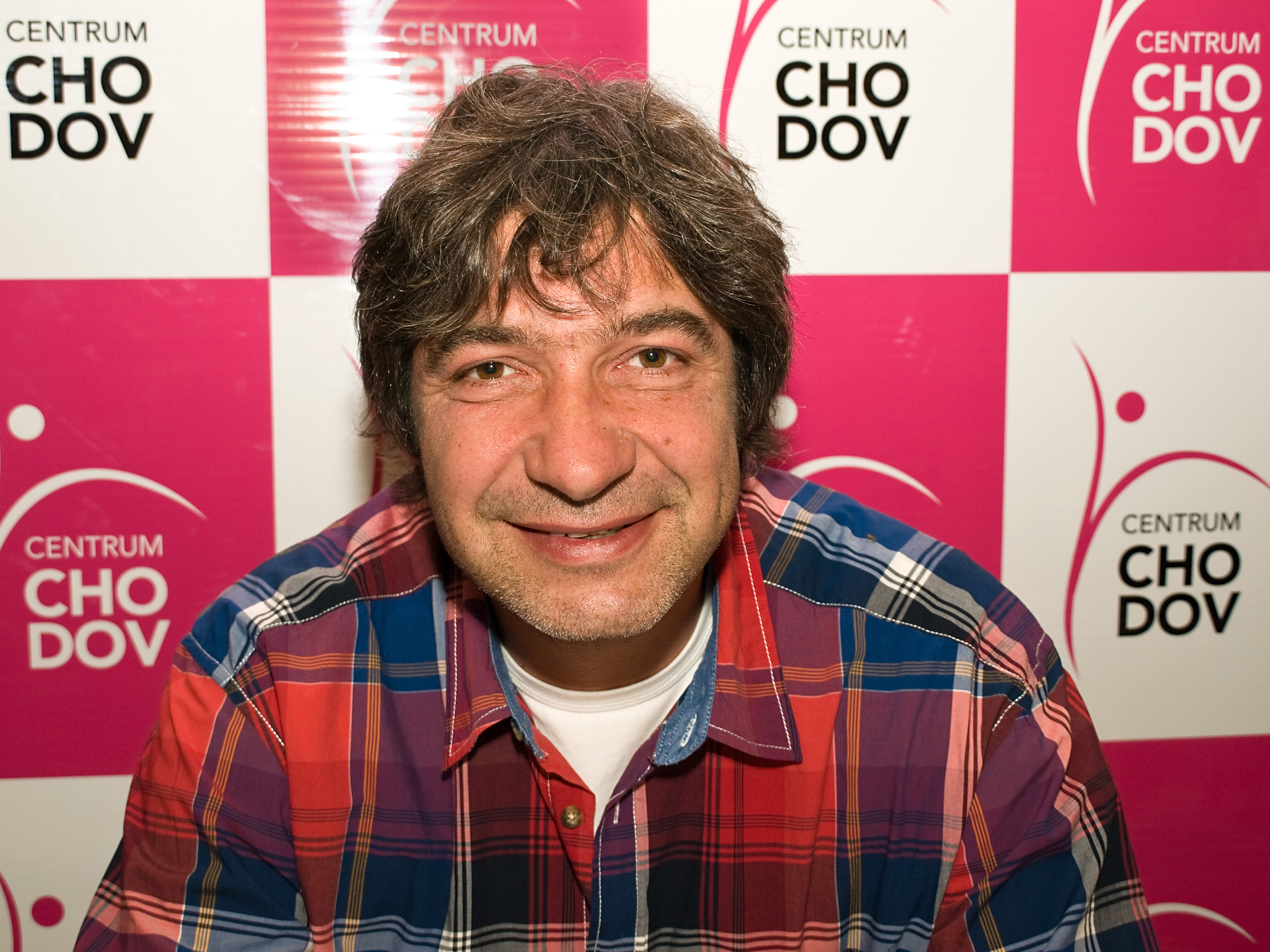
Jiří Babica (1. května)

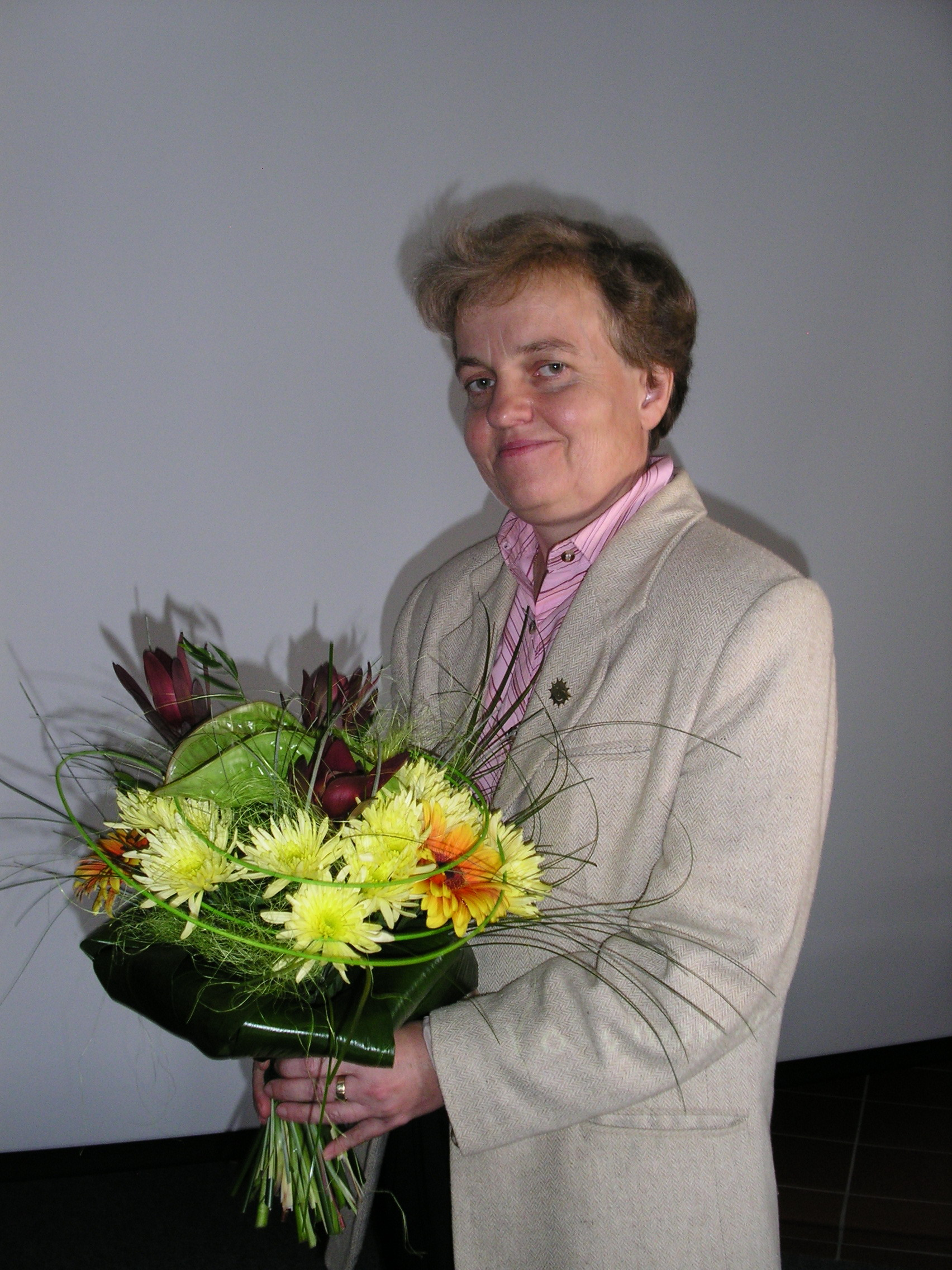
Dana Drábová (* 3. června)

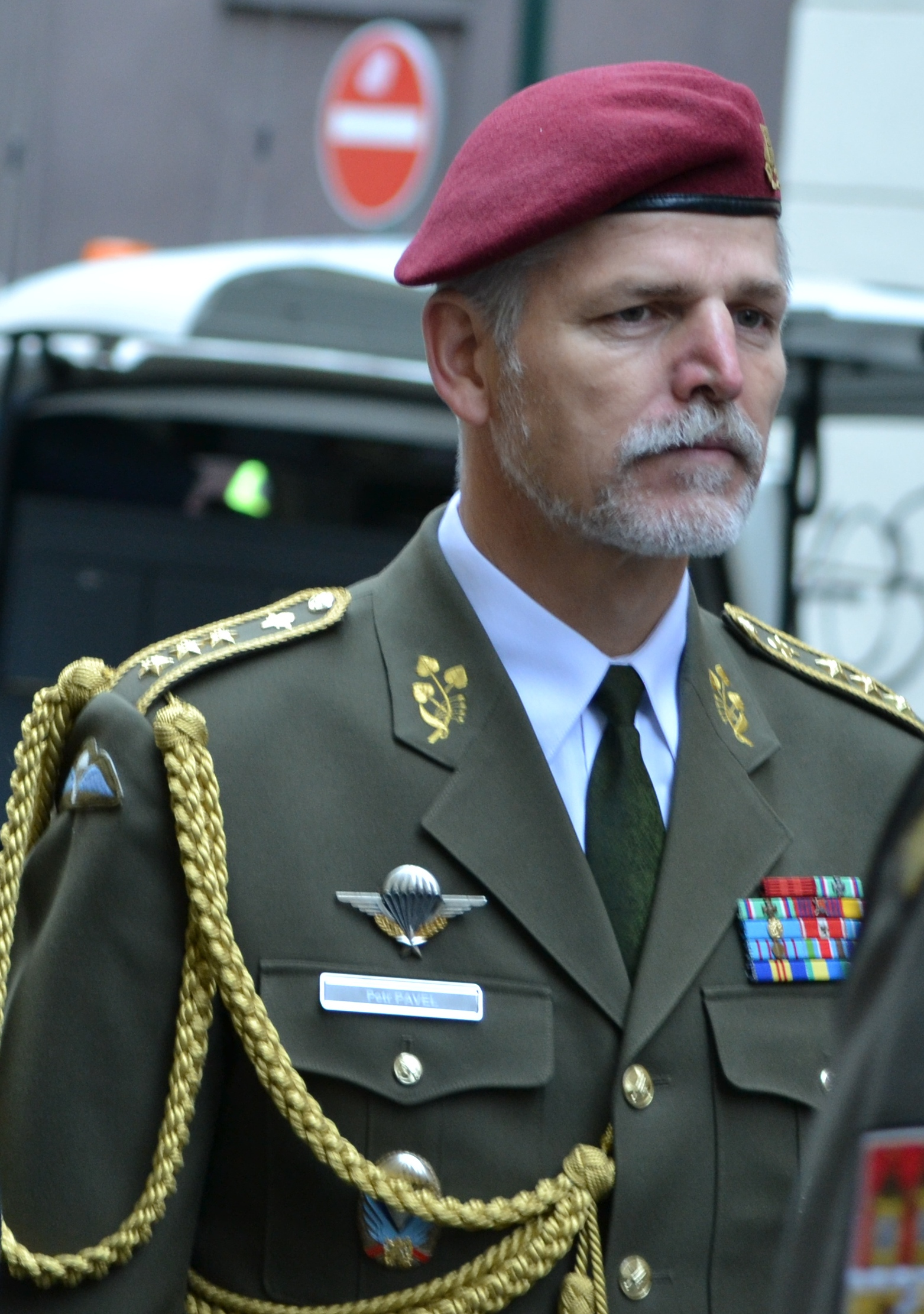
Petr Pavel (* 1. listopadu)

- 08. ledna – Jitka Sedláčková, herečka
- 11. ledna – Jiří Kajínek, legendární vězeň
- 28. ledna – Daniel Rous, herec
- 29. ledna – Jan Balabán, prozaik, publicista a překladatel († 23. dubna 2010)
- 07. února – Zdeněk Bakala, miliardář a podnikatel
- 9. února – Zdeněk Kaláb, volejbalista
- 10. února – Libor Balák, malíř, ilustrátor a autor komiksů a počítačových her
- 15. února – Jan Hošek, český filmový dokumentarista a ilustrátor
- 17. února – Andrej Korotajev, ruský antropolog, orientalista, ekonom, historik a sociolog
- 26. února – Jiří Bezděk, hudební skladatel a pedagog
- 12. března – Broněk Černý, herec
- 04. dubna – Dagmar Pecková, operní pěvkyně
- 16. dubna – Marek Babjuk, vědec a lékař v oboru urologie
- 01. května
  - Jiří Babica, kuchař
  - Jan Čenský, herec, dabér a moderátor
- 27. května – Josef Brtek, regionální historik a publicista
- 03. června – Dana Drábová, jaderná fyzička
- 19. července – Vlastimil Holub, fotbalový obránce
- 22. července – Libor Pala, fotbalista a trenér
- 23. července – Stanislav Schwarz, československý fotbalový obránce
- 24. července – Jaromíra Mílová, herečka
- 31. července – Dalibor Prix, historik umění středověké architektury
- 17. srpna – Pavel Přindiš, československý vodní slalomář, kajakář, olympionik
- 11. září – Zdeněk Manina, sochař, malíř a výtvarný pedagog
- 26. září – Michal Coubal, horolezec
- 16. října – Veronika Žilková, herečka
- 18. října – Martin Bedrava, politik
- 19. října – Zuzana Bydžovská, herečka
- 01. listopadu – Petr Pavel, náčelník Generálního štábu AČR
- 03. listopadu – Jaroslav Šilhavý, fotbalista
- 21. listopadu – René Franěk, podnikatel a zakladatel Zoo Chleby
- 09. prosince – Luděk Mikloško, fotbalový brankář
- 24. prosince – Alena Bulířová, československá běžkyně a sprinterka

### Svět
- 01. ledna

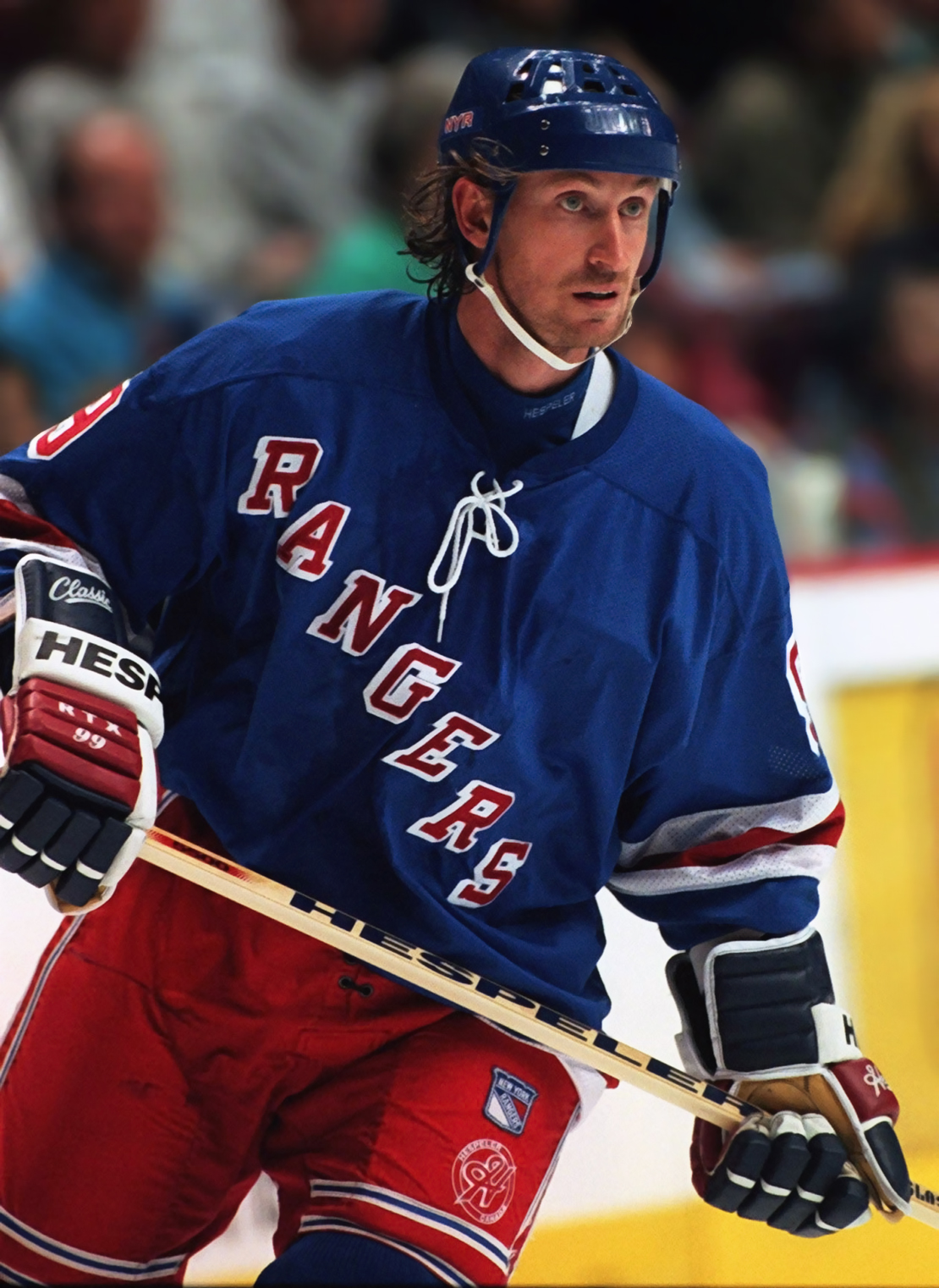
Wayne Gretzky
(* 25. ledna)

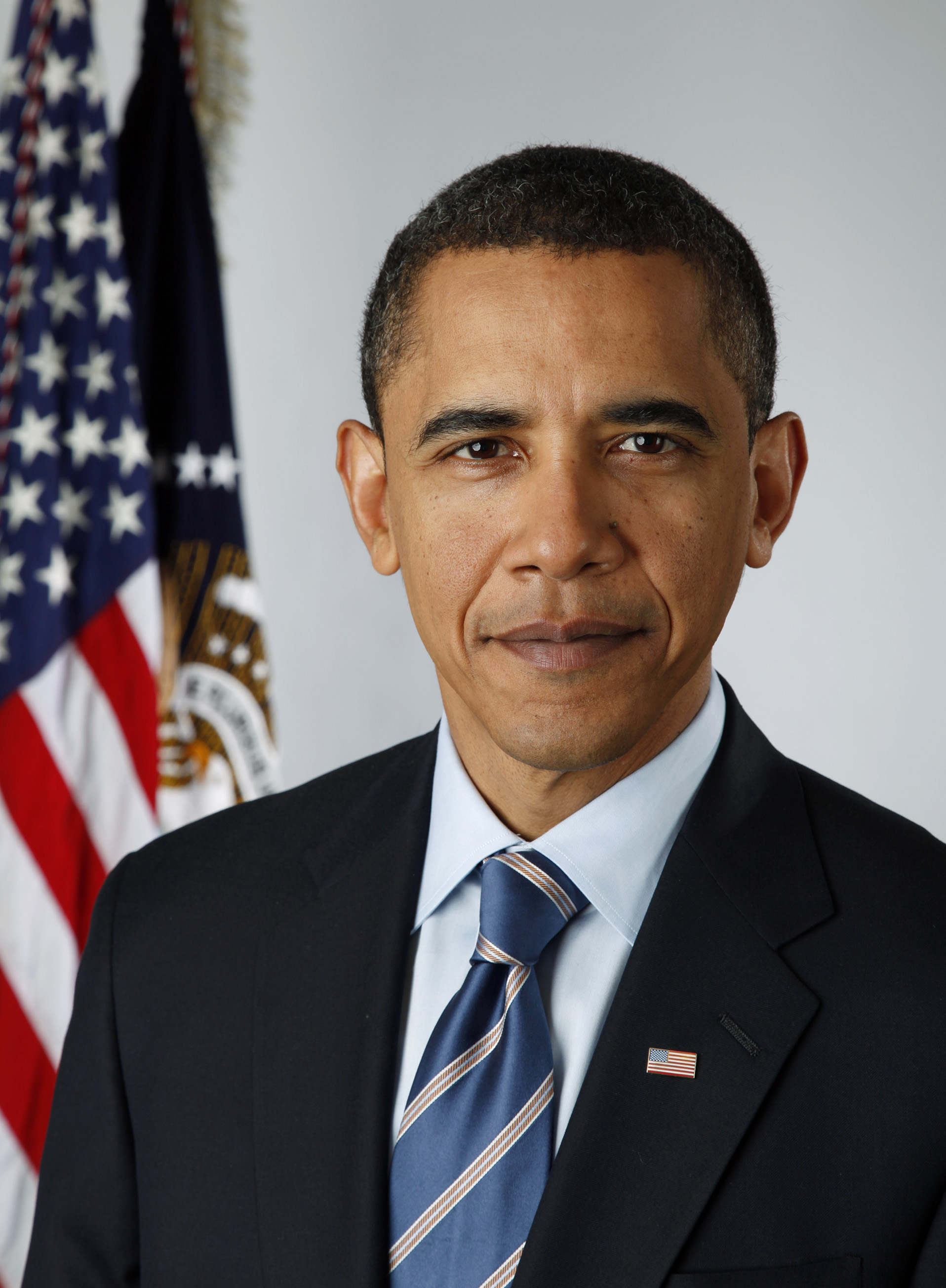
Barack Obama (* 4. srpna)

  - Azíz Achanúš, marocký politik a podnikatel
  - Graham McTavish, skotský herec
- 11. ledna
  - Karel Habsburský, příslušník habsbursko-lotrinské dynastie, rakouský politik
  - Sergej Fedotov, ruský divadelní režisér
- 18. ledna – Veselin Vujović, černohorský házenkář
- 25. ledna – Wayne Gretzky, kanadský lední hokejista
- 01. února – José Luis Cuciuffo, brazilský fotbalista
- 03. února – Mercedes Abadová, španělská spisovatelka
- 17. února – Andrej Korotajev, ruský antropolog, orientalista, ekonom, historik a sociolog
- 18. února – Armin Laschet, německý politik
- 24. února – Richard Barnbrook, britský politik
- 28. února – Rae Dawn Chong, kanadsko-americká herečka
- 21. března – Daniel Castellani, argentinský volejbalista
- 07. dubna – Troels Rasmussen, dánský fotbalový brankář
- 25. dubna – Agneta Anderssonová, švédská rychlostní kanoistka († 8. října 2023)
- 27. dubna – Jorge O. Calvo, argentinský paleontolog a geolog († 10. ledna 2023)
- 15. května – Katrin Cartlidge, anglická herečka († 7. září 2002)
- 21. května – Davide Sparti, italský sociolog
- 01. června – Paul Coffey, kanadský lední hokejista a trenér
- 06. června – Tom Araya, chilsko-americký zpěvák
- 09. června – Michael J. Fox, kanadský herec
- 25. června – Ricky Gervais, britský herec a filmař
- 01. července – Diana Frances Spencerová, britská princezna z Walesu, bývalá manželka prince Charlese († 31. srpna 1997)
- 04. července – Wolf Bachofner, rakouský herec
- 23. července – Rob Stewart, kanadský herec a hypnotizér
- 27. července – Carol Isherwoodová, anglická ragbitska
- 04. srpna
  - Barack Obama, prezident USA
  - Pumpuang Duangjan, thajská zpěvačka († 13. června 1992)
- 14. srpna – Satoši Cunami, japonský fotbalista
- 20. srpna – Greg Egan, australský programátor a autor hard sci-fi
- 25. srpna
  - Billy Ray Cyrus, americký zpěvák a herec
  - Oleg Božjev, bývalý sovětský a ruský rychlobruslař
- 03. září – Andy Griffiths, australský spisovatel
- 06. září – Scott Travis, americký bubeník
- 13. září – Dave Mustaine, americký zpěvák a kytarista
- 18. října – Wynton Marsalis, americký jazzový trumpetista
- 22. října – David Allen Sibley, americký ornitolog, autor a ilustrátor určovacích příruček
- 30. října – Dmitrij Muratov, šéfredaktor ruského opozičního listu Novaja gazeta, nositel Nobelovy ceny
- 05. listopadu – Alan Poindexter, americký kosmonaut († 1. července 2012)
- 07. listopadu – Sergej Alejnikov, běloruský fotbalista a fotbalový trenér
- 12. listopadu
  - Acuši Natori, japonský fotbalista
  - Nadia Comaneciová, rumunská gymnastka
- 14. prosince – Jozef Bánovský, slovenský fotbalista
- 24. prosince
  - Alexander Babiš, slovenský podnikatel, bratr Andreje Babiše
  - Ilham Alijev, ázerbájdžánský politik a prezident Ázerbájdžánu
- 30. prosince – Andrzej Marcisz, polský horolezec a sportovní lezec

## Úmrtí

### Česko
- 04. ledna – Jan Opočenský, československý diplomat a historik (* 26. května 1885)
- 08. ledna – František Flos, spisovatel (* 27. července 1864)
- 13. ledna – František Drtikol, fotograf, grafik a malíř (* 3. března 1883)
- 18. ledna – Alois Bílek, malíř, grafik, ilustrátor a architekt (* 15. června 1887)
- 20. ledna – Jaroslav Řehulka, československý právník, spisovatel a katolický politik (* 31. prosince 1886)
- 25. ledna – Eduard Farda, fotbalista, hokejista a hokejový trenér (* 26. prosince 1914)
- 28. ledna – Theodor Bohumír Pařík, hudební skladatel, houslista a pedagog (* 1. února 1881)
- 03. února – František Cína Jelínek, český malíř (* 6. června 1882)
- 08. února – Miloš Kössler, český matematik (* 19. června 1884)
- 09. února
  - Prokop Maxa, legionář, politik a diplomat (* 28. května 1884)
  - František Kadeřávek, český geometr (* 26. června 1885)
- 10. února
  - Heřman Tausik, československý politik (* 21. března 1879)
  - Jakub Deml, český spisovatel (* 20. srpna 1878)
- 13. února – Marie Helena Knajblová, řeholnice, oběť komunistického teroru (* 25. dubna 1888)
- 14. února – Josef Waltner, český herec a kabaretiér (* 8. května 1883)
- 20. února – Alois Krčmář, český malíř (* 18. dubna 1887)
- 22. února – Antonín Eltschkner, generální vikář pražské arcidiecéze (* 4. června 1880)
- 24. února – Antonín Klouda, československý politik (* 6. listopadu 1871)
- 26. února – Zdeněk Wirth, historik umění (* 11. srpna 1878)
- 03. března – Eduard Fiker, spisovatel (* 21. listopadu 1902)
- 10. března – Ladislav Daněk, československý právník a politik (* 22. dubna 1889)
- 16. března – Václav Talich, český dirigent (* 28. května 1883)
- 12. března – Josef Zeman, zakladatel moderní československé defektologie (* 10. října 1867)
- 27. března – Věra Jičínská, česká malířka (* 3. července 1898)
- 31. března – Bedřich Golombek, český novinář a spisovatel (* 5. února 1901)
- 21. dubna – Bohumil Sláma, architekt (* 2. července 1887)
- 24. dubna – Alois Hrdlička, konstruktér Škodových závodů (* 17. února 1894)
- 25. dubna – Václav Pšenička, československý vzpěrač, stříbro na OH 1932 (* 26. října 1906)
- 19. května – Josef Doležal, český zpěvák a houslista (* 6. prosince 1878)
- 24. května
  - Július Maurer, československý politik, ministr (* 18. června 1896)
  - Jaroslav Kovář starší, český architekt (* 1. března 1883)
- 27. května – Jevgenij Leopoldovič Nedzelskij, překladatel české literatury do ruštiny (* 3. listopadu 1894)
- 28. května – Jan Vrba, lesník, učitel, básník a spisovatel (* 10. prosince 1889)
- 06. června – František Trávníček, československý bohemista a politik (* 17. srpna 1888)
- 07. června – Karla Vobišová-Žáková, sochařka (* 21. ledna 1887)
- 13. června – Karel Engliš, ekonom a politik (* 17. srpna 1880)
- 23. června – Ludmila Bertlová, houslistka (* 1. února 1914)
- 24. června – Miloš Jirko, redaktor, básník, knihovník a překladatel (* 20. ledna 1900)
- 03. července – Zdena Walterová, česká spisovatelka (* 1877)
- 04. července – Leopold Koubek, geodet a politik (* 27. října 1882)
- 11. července – Kamill Resler, český právník a bibliofil (* 23. prosince 1893)
- 13. července – František Balada, český matematik (* 24. června 1902)
- 31. července – Otto Reichner, slezský architekt (* 31. srpna 1888)
- 05. srpna – Václav Kopecký, komunistický novinář a politik (* 27. srpna 1897)
- 09. srpna – Hugo Doskočil, katolický kněz, rektor kněžského semináře v Hradci Králové (* 1. dubna 1875)
- 19. srpna – Eduard Kadlec, generál Československých legií v Rusku (* 16. března 1880)
- 20. srpna – Miroslav Josef Krňanský, filmový režisér, kameraman, scenárista i herec (* 22. listopadu 1898)
- 30. srpna – Emil Bolek, český herec (* 13. prosince 1897)
- 03. září – J. M. Troska, český spisovatel (* 3. srpna 1881)
- 06. září – Jaroslav Jankovec, český dirigent a hudební skladatel (* 26. dubna 1896)
- 18. září – Josef Obeth, slezský sochař a restaurátor německé národnosti (* 15. července 1874)
- 23. září – Bohumír Čermák, architekt a uměleckoprůmyslový návrhář (* 8. listopadu 1882)
- 02. října – Karel Kutlvašr, legionář, generál, velitel Pražského povstání (* 27. ledna 1895)
- 06. října – Lucie Klímová, česká malířka a zpěvačka (* 5. ledna 1884)
- 07. října – František Tichý, český malíř (* 24. března 1896)
- 09. října – Karel Myslikovjan, malíř (* 27. leden 1911)
- 10. října – Ferdinand Stiebitz, překladatel z řečtiny a latiny (* 7. července 1894)
- 13. října
  - František Matoušek, malíř (* 12. května 1901)
  - Gracian Černušák, zpěvák, sbormistr a hudební historik a publicista (* 19. prosince 1882)
- 28. října – August Žáček, český fyzik (* 13. ledna 1886)
- 29. října – Zdeněk Folprecht, český hudební skladatel a dirigent (* 26. ledna 1900)
- říjen – Josef Hulínský, komunistický poslanec (* 22. září 1903)
- 02. listopadu – Josef Matocha, arcibiskup olomoucký a metropolita moravský (* 14. května 1888)
- 03. listopadu – Bohumil Hypšman, architekt (* 10. ledna 1878)
- 12. listopadu – Rudolf Chlup, český hudební skladatel (* 8. září 1879)
- 13. listopadu – Gabriel Hart, herec a režisér (* 13. února 1894)
- 23. listopadu – Jaroslav Mellan, advokát, dramatik, divadelní herec (* 26. srpna 1887)
- 27. listopadu – Helena Čapková, česká spisovatelka (* 28. ledna 1886)
- 02. prosince – Jaromír Hořejš, básník, dramatik a překladatel (* 2. dubna 1903)
- 05. prosince – Miroslav Šustera, český atlet a olympionik (* 15. března 1878)
- 17. prosince – Ferdinand Pujman, dramaturg, režisér opery Národního divadla v Praze a estetik (* 25. května 1889)
- 20. prosince – Dominik Nejezchleb-Marcha, československý politik (* 26. května 1880)
- 30. prosince – Josef Havlíček, český funkcionalistický architekt (* 5. května 1899)
- 0? – Blažena Janečková, československá šachistka (* 3. února 1911)

### Svět
- 3. ledna – Hasso von Wedel, nacistický generál (* 20. listopadu 1898)
- 4. ledna – Erwin Schrödinger, rakouský teoretický fyzik, jeden ze zakladatelů kvantové mechaniky (* 12. srpna 1887)
- 9. ledna
  - Richard Hamann, německý historik umění (* 29. května 1879)
  - Emily Greene Balch, americká spisovatelka pacifistka (* 8. ledna 1867)
- 10. ledna
  - Marius de Zayas, mexický výtvarník a spisovatel (* 13. března 1880)
  - Dashiell Hammett, americký spisovatel (* 25. června 1894)
- 15. ledna – Constantin Constantinescu, rumunský generál a politický vězeň komunistického režimu (* 20. února 1884)
- 17. ledna – Patrice Lumumba, první předseda vlády Konga (* 2. července 1925)
- 21. ledna – Blaise Cendrars, švýcarský spisovatel (* 1. září 1887)
- 24. ledna – Alfred Gilbert, americký olympijský vítěz ve skoku o tyči (* 13. února 1884)
- 30. ledna – Dorothy Thompsonová, americká spisovatelka a novinářka (* 9. července 1893)
- 31. ledna – Max Burchartz, německý grafik, typograf a fotograf (* 28. července 1887)
- 1. února – Max Simon, nacistický generál, válečný zločinec (* 6. ledna 1899)
- 2. února – Joseph Orbeli, ruský orientalista arménského původu (* 20. března 1887)
- 15. února – Wilhelm Mayer-Gross, německý psychiatr (* 15. ledna 1889)
- 21. února – Frederick McKinley Jones, americký vynálezce (* 17. května 1893)
- 25. února – Sebastiano Visconti Prasca, italský generál (* 27. února 1883)
- 27. února – Platt Adams, americký olympijský vítěz ve skoku do výšky z místa (* 23. března 1885)
- 29. února – Heinrich Hanselmann, švýcarský defektolog (* 15. září 1885)
- 3. března – Paul Wittgenstein, rakouský jednoruký pianista (* 5. listopadu 1887)
- 5. března – Kjeld Abell, dánský dramatik (* 25. srpna 1901)
- 15. března – Akiba Rubinstein, polský šachový velmistr (* 12. prosince 1882)
- 22. března – Fjodor Isidorovič Kuzněcov, sovětský vojevůdce (* 29. září 1898)
- 26. března – Carlos Duarte Costa, brazilský biskup, reformátor (* 21. července 1888)
- 27. března
  - Paul Landowski, francouzský sochař (* 4. června 1875)
  - Moše Novomejskij, sionistický aktivista a průmyslník (* 25. listopadu 1873)
- 31. března – Giuseppe Maria Palatucci, katolický biskup, zachránce Židů před holokaustem (* 25. dubna 1892)
- 6. dubna – Jules Bordet, belgický imunolog a mikrobiolog (* 13. června 1870)
- 7. dubna
  - Jesús Guridi, španělský baskický hudební skladatel (* 25. září 1886)
  - Vanessa Bell, britská malířka (* 30. května 1879)
- 8. dubna – Marie Anunciáta Habsbursko-Lotrinská, rakouská arcivévodkyně (* 13. července 1876)
- 9. dubna – Ahmet Zogu, albánský předseda vlády a prezident (* 8. října 1895)
- 25. dubna – Robert Garrett, americký atlet, dvojnásobný olympijský vítěz 1896 (* 24. května 1875)
- 26. dubna – Hari Singh, poslední mahárádža indického státu Džammú a Kašmír (* 30. září 1895)
- 30. dubna – Perec Naftali, izraelský politik (* 19. března 1888)
- 3. května – Maurice Merleau-Ponty, francouzský fenomenologický filosof (* 14. března 1908)
- 6. května – Lucian Blaga, rumunský filozof (* 9. května 1895)
- 8. května – Karel Prusík, rakouský hudební pedagog a horolezec (* 19. května 1896)
- 13. května – Gary Cooper, americký filmový herec (* 7. května 1901)
- 15. května – Štefan Zamkovský, slovenský horolezec a horský vůdce (* 1908)
- 29. května – Uuno Klami, finský hudební skladatel (* 20. září 1900)
- 30. května – Rafael Trujillo, diktátor vládnoucí v Dominikánské republice (* 24. října 1891)
- 1. května – Patrick Brennan, kanadský hráč lakrosu (* 30. července 1877)
- 6. června – Carl Gustav Jung, švýcarský lékař a psychoterapeut (* 26. července 1875)
- 10. června – Jane Reece, americká fotografka (* 19. června 1868)
- 22. června – Marie Rumunská, královna Království Jugoslávie (* 6. ledna 1900)
- 23. června – Werner Gilles, německý malíř (* 29. srpna 1894)
- 30. června – Lee de Forest, americký vynálezce (* 26. srpna 1873)
- 1. července – Louis-Ferdinand Céline, francouzský spisovatel (* 27. května 1894)
- 2. července – Ernest Hemingway, americký spisovatel (* 21. července 1898)
- 5. července – Ludwig Fleck, polský lékař a mikrobiolog (* 11. července 1896)
- 6. července – Scott LaFaro, americký jazzový kontrabasista (* 3. dubna 1936)
- 12. července – Mazo De la Roche, kanadská spisovatelka (* 15. ledna 1879)
- 30. července – Domenico Tardini, kardinál, státní sekretář Vatikánu (* 29. února 1888)
- 6. srpna – Jozef-Ernest van Roey, belgický arcibiskup a kardinál (* 13. ledna 1874)
- 9. srpna – Walter Bedell Smith, velvyslanec USA v Sovětském svazu, ředitel CIA (* 5. října 1895)
- 11. srpna – Antanas Škėma, litevský spisovatel (* 29. listopadu 1911)
- 14. srpna – Clark Ashton Smith, americký spisovatel, básník a malíř (* 13. ledna 1893)
- 17. srpna – Jakob Savinšek, slovinský sochař a ilustrátor (* 4. února 1922)
- 18. srpna – Learned Hand, americký právník (* 27. ledna 1872)
- 20. srpna – Percy Williams Bridgman, americký fyzik a filosof (* 21. dubna 1882)
- 1. září – Eero Saarinen, finsko-americký architekt (* 20. srpna 1910)
- 11. září – György Szántó, maďarský spisovatel (* 7. června 1893)
- 12. září – Elena Hroboňová, slovenská pedagožka a poslankyně (* 17. dubna 1903)
- 18. září
  - Olga Perovská, ruská autorka dětských knih (* 9. dubna 1920)
  - Dag Hammarskjöld, švédský politik, diplomat, generální tajemník OSN (* 29. července 1905)
- 21. září – Andrzej Munk, polský režisér (* 6. října 1920)
- 4. října – Max Weber, americký malíř a sochař (* 18. dubna 1881)
- 5. října – Booker Little, americký jazzový trumpetista a hudební skladatel (* 2. dubna 1938)
- 8. října – Moše Zmoira, izraelský právník a první předseda izraelského Nejvyššího soudu (* 25. října 1888)
- 11. října – Dagmar Dánská, dcera dánského krále Frederika VIII. (* 23. května 1890)
- 12. října – Jack Livesey, britský herec (* 11. června 1901)
- 13. října – Maya Deren, americká filmová režisérka, choreografka, tanečnice, spisovatelka a fotografka (* 29. dubna 1917)
- 14. října – Paul Ramadier, francouzský politik, předseda vlády (* 17. března 1888)
- 19. října – Sergio Osmeña, 2. prezident Filipínského společenství (* 9. září 1878)
- 21. října – Karl Korsch, německý marxistický filozof (* 14. srpna 1886)
- 24. října – Milan Stojadinović, jugoslávský politik, právník, národohospodář, ekonom (* 4. srpna 1888)
- 30. října – Luigi Einaudi, prezident Itálie (* 24. března 1874)
- 2. listopadu – James Thurber, americký spisovatel, humorista (* 8. prosince 1894)
- 9. listopadu – Ferdinand Bie, norský olympijský vítěz v pětiboji (* 16. února 1888)
- 18. listopadu
  - Clarence Pinkston, americký skokan, zlato na OH 1920 (* 1. února 1900)
  - Seraja Šapšal, představitel krymských a litevských Karaimů (* 20. května 1873)
- 25. listopadu – Hubert Van Innis, belgický lukostřelec, šestinásobný olympijský vítěz (* 24. února 1866)
- 6. prosince – Frantz Fanon, martinický politický myslitel (* 20. července 1925)
- 7. prosince – Michal Buzalka, slovenský teolog a biskup (* 18. září 1885)
- 25. prosince – Otto Loewi, rakousko-americký fyziolog a farmakolog, Nobelova cena 1936 (* 3. června 1873)
- 26. prosince – Otto Baumberger, švýcarský malíř a tvůrce plakátů (* 21. května 1889)
- 28. prosince – Edith Bolling Wilsonová, manželka 28. prezidenta USA Woodrowa Wilsona (* 15. října 1872)
- 29. prosince – Anton Flettner, německý letecký konstruktér (* 1. listopadu 1885)

## Hlavy států
- Československo – Antonín Novotný (1957–1968) (premiér Viliam Široký 1953–1963)
- Čína – Mao Ce-tung (1949–1976)
- Dánsko – Frederik IX. (1947–1972)
- Egypt – Gamál Násir (1956–1970)
- Francie – Charles de Gaulle (1959–1969)
- Itálie – Giovanni Gronchi (1955–1962)
- Japonsko – Hirohito (1926–1989)
- Maďarsko – István Dobi (1952–1967)
- Německá demokratická republika – Walter Ulbricht (1960–1973)
- Nizozemsko – Juliána Nizozemská (1948–1980)
- Rakousko – Adolf Schärf (1957–1965) (kancléř Julius Raab 1953–1961) / Alfons Gorbach 1961–1964)
- Řecko – Pavel I. (1947–1964)
- Sovětský svaz – Nikita Sergejevič Chruščov (1953–1964)
- Spojené království – Alžběta II. (1952–2022) (premiér Harold Macmillan 1957–1963)
- Spolková republika Německo – Heinrich Lübke (1959–1969) (kancléř Konrad Adenauer 1949–1963)
- Španělsko – Francisco Franco (1939–1975)
- Švédsko – Gustav VI. Adolf (1950–1973)
- Turecko – Cemal Gürsel (1960–1966)
- USA – Dwight D. Eisenhower (1953–1961) / John Fitzgerald Kennedy (1961–1963)
- Vatikán – Jan XXIII. (1958–1963)

### Digitální archivy k roku 1961
- Československý filmový týdeník v archivu České televize – rok 1961
- Dokumentární cyklus České televize Retro – rok 1961
- Pořad stanice Český rozhlas 6 Rok po roce – rok 1961
- Rudé právo v archivu Ústavu pro českou literaturu – ročník 41 rok 1961